# Rakshita
Dharmapala Rakshita (1268-1287) was een Tibetaans geestelijke uit de sakyatraditie in het Tibetaans boeddhisme. Van 1280 tot 1282 was hij sakya trizin.
Hij was de derde keizerlijk leermeester (dishi) van 1282 tot 1287 voor Yuankeizer Koeblai Khan. Deze titel werd voor het eerst werd toegekend aan zijn vader Phagspa door Koeblai Khan.